# Parafia św. Stanisława Kostki w Pile
Parafia pw. Świętego Stanisława Kostki w Pile – parafia rzymskokatolicka należąca do dekanatu Piła, diecezji koszalińsko-kołobrzeskiej, metropolii szczecińsko-kamieńskiej. Została utworzona w 1987. Obsługiwana przez księży diecezjalnych. Siedziba parafii mieści się przy ulicy Browarnej.

## Miejsca święte

### Kościół parafialny
Kościół pw. Świętego Stanisława Kostki w Pile
Kościół parafialny wybudowany w latach 1855–1896. 

### Kościoły filialne i kaplice
Kaplica pw. Matki Bożej Królowej Polski w Domu Pomocy Społecznej w Pile